# 우수리 카자크 기병대
우수리 카자크 기병대(러시아어: Уссури́йское каза́чье во́йско)는 한카호를 둘러싸고 우수리강에 있는 하바롭스크 남쪽에 있는 프리모르스키 지방에서 러시아 제국이 조직한 카자크 기병대였다.
우수리 카자크 기병대는 아무르 카자크 기병대, 돈 카자크 기병대, 쿠반 카자크 기병대와 다른 카자크 기병대 대대를 바탕으로 해서 1889년에 창설되었다. 우수리 카자크 기병대의 The Ussuri Cossack Host 본부는 블라디보스토크에 있었으나 나중에는 이만(지금의 달네레첸스크)으로 옮겼다. 우수리 카자크 기병대의 나카즈니 아타만 (한 지역의 군정 장관)는 아무르 지역의 장관이었고, 차례로 번갈아서 오는 것과 동시에 우수리 카자크 기병대와 아무르의 나카즈니 아타만이었다.
우수리 카자크는 6740 km2의 땅을 소유했다. 1916년에는, 우수리 카자크의 수는 76개의 마을을 포함해서 6개의 스타니차에서 39,900 명이었다. 평온했을 때에, 우수리 카자크는 기병대 대대(300 명)을 제공했고 1소대로 구성되어 있었다. 우수리 카자크 기병대는 국경 순찰과 우편 담당과 치안 업무를 맡았다. 우수리 카자크 기병대는 러일전쟁에 참가했다. 제1차 세계대전이 일어났을 때에, 우수리 카자크는 1개의 기병대 연대(600 명), 1개의 기병대 대대, 호위병 1소대를 제공했고 6개의 특수 소트냐 (2,514 명)을 제공했다. 대부분의 우수리 카자크 기병대가 러시아 내전이 일어났을 때에 백군에 가담했다.
우수리 카자크 기병대는 1922년에 해산되었다. 1990년에 다시 짜여졌지만, 어느 기병도 관리 대상이 아니었다.